# Boscarla de Nihoa
La boscarla de Nihoa (Acrocephalus familiaris) és una espècie d'ocell de la família dels acrocefàlids (Acrocephalidae) que habita praderies i arbusts de Nihoa, a les illes Hawaii.